# Betonia
Betonia (o Betania o Bettonica, Auvtòngna in piemontese monferrino) è una porzione di territorio tra Castelnuovo Belbo e Bergamasco, al confine tra le provincie di Asti e Alessandria. Nel Medioevo esso era un feudo dei marchesi di Incisa.
In questa pianura sorgeva una fortezza dal nome di Betonia, che ancora oggi dà il nome alla valle omonima. Come altre fortezze presenti all'interno del Marchesato di Incisa era molto importante per la sua posizione strategica; fu distrutta dal marchese di Monferrato insieme alla fortezza di Cerreto durante l'occupazione militare del marchesato d'Incisa del 1452, avvenuta nel contesto della guerra tra il Marchesato del Monferrato e il Ducato di Milano, con il quale i marchesi di Incisa erano alleati. I marchesi del Monferrato, invece, mostreranno un occhio di riguardo verso Bergamasco, a cui venne risparmiata dalla distruzione inflitta ai luoghi di Betonia e Cerreto. i marchesi di Incisa stringevano un patto di alleanza con i duchi di Milano.